# Ivan Cooper
Ivan Averill Cooper (Killaloo, 5 gennaio 1944 – 26 giugno 2019) è stato un politico e attivista britannico.
È stato uno dei fondatori del Social Democratic and Labour Party (SDLP). È noto per essere stato l'organizzatore della marcia contro l'internamento senza processo che, il 30 gennaio 1972, a Derry, diede origine ai fatti del Bloody Sunday.

## Biografia

### Primi anni e campagna per i diritti civili
Cooper nacque in una famiglia della working class protestante a Killaloo, nella contea di Londonderry, per poi in seguito trasferirsi a Derry, nel quartiere prevalentemente cattolico del Bogside. Nel 1965 entrò nel NILP (Northern Ireland Labour Party, il partito laburista nordirlandese) e venne candidato alle elezioni per il parlamento nordirlandese. Pur generando un discreto supporto sia tra i cattolici che tra i protestanti, non riuscì a essere eletto. Sostenitore convinto della "non violenza", divenne una figura importante della NICRA (Northern Ireland Civil Rights Association), organizzazione che, alla fine degli anni '60 manifestava per i diritti dei cittadini cattolici (trattati come cittadini di serie B nello stato nordirlandese, a maggioranza protestante). Nel 1968 Cooper si dimise dal NILP e contribuì a fondare il Derry Citizens' Action Committee. Nell'estate di quell'anno, durante una manifestazione di fronte alla Guildhall, nel centro di Derry, disse che la classe operaia nordirlandese, cattolica e protestante, avrebbe dovuto combattere per i propri diritti, come "sta facendo la popolazione di colore negli Stati Uniti". Durante tutta la sua carriera politica credette alla necessità e alla possibilità di cooperazione tra lavoratori cattolici e protestanti, che secondo lui avevano gli stessi problemi e gli stessi interessi e cercò sempre di combattere il "settarismo" insito nella società nordirlandese. Questo atteggiamento, oltre alla sua frequentazione e amicizia con molti attivisti cattolici, fece sì che Cooper venisse visto da una certa parte della popolazione protestante come un "traditore".
Cooper, tra la fine degli anni '60 e l'inizio degli anni '70, si distinse per la sua pervicacia nel credere in una lotta pacifica e si adoperò in numerose occasioni per moderare gli animi esacerbati della comunità cattolica (all'interno della quale stava aumentando la popolarità dell'IRA, che aveva scelto invece la via delle armi).

### Elezione in Parlamento e "Bloody Sunday"
Nel 1969 Cooper venne eletto, come "indipendente", al parlamento di Westminster per la circoscrizione di Mid-Londonderry (non più esistente). Nell'agosto di quell'anno cercò, invano, insieme ai politici nazionalisti John Hume e Eddie McAteer, di bloccare la protesta dei cittadini cattolici contro la marcia degli Apprentice Boys of Derry (un'associazione massonica protestante) che provocò l'intervento della RUC e tre giorni di scontri tra la popolazione cattolica e la polizia (noti come Battle of the Bogside), che, dopo essersi estesi anche a Belfast e ad altre località, causarono l'invio di un contingente di truppe britanniche, costituendo in pratica l'inizio dei Troubles. Nell'agosto del 1970 Cooper, insieme a Hume, Gerry Fitt e Paddy Devlin, fondò il Social Democratic and Labour Party (SDLP).
In seguito al deteriorarsi della situazione politica nella provincia i tentativi di Cooper di unire i lavoratori cattolici e protestanti furono sempre più velleitari. Il 30 gennaio 1972 Cooper, insieme ad altri, organizzò una grande marcia (teoricamente illegale in seguito alla proibizione di tutte le manifestazioni in Irlanda del Nord) contro l'internamento senza processo introdotto dal governo nordirlandese 6 mesi prima. Alla marcia parteciparono diverse migliaia di persone. Nel corso della marcia, in seguito all'intervento del Parachute Regiment (i paracadutisti) dell'esercito britannico, 13 civili cattolici (più un quattordicesimo che morirà tempo dopo a causa delle ferite riportate), in maggioranza ragazzi, vennero uccisi dai soldati. Gli eventi di quel giorno divennero noti come Bloody Sunday.
In seguito Cooper venne eletto per la circoscrizione di Mid-Ulster sia alla Northern Ireland Assembly nel 1973 che alla Northern Ireland Constitutional Convention nel 1975. Era stato anche per due volte candidato dell'SDLP per la medesima circoscrizione al parlamento di Westminster. Con l'inasprirsi del conflitto nella provincia, Cooper piano piano si discostò dalla politica, lasciando il ruolo di leader del SDLP a John Hume, deluso anche dal fatto che il suo sogno di unione tra le classi lavoratrici cattolica e protestante era destinato (e la situazione non è ancora cambiata) a rimanere un'utopia.

### Vita privata
Era sposato con Frances e aveva due figlie, Sinéad e Bronagh.

## Nel cinema
Nel film Bloody Sunday, vincitore dell'Orso d'oro al Festival di Berlino del 2002, diretto da Paul Greengrass, che rievoca i fatti del 30 gennaio 1972 a Derry, è interpretato dall'attore James Nesbitt.